# 意思決定支援システム

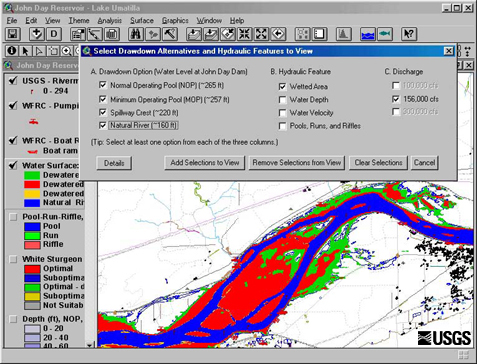
アメリカワシントン州にあるジョン・デイ・ダムで使われている意思決定支援システムの例

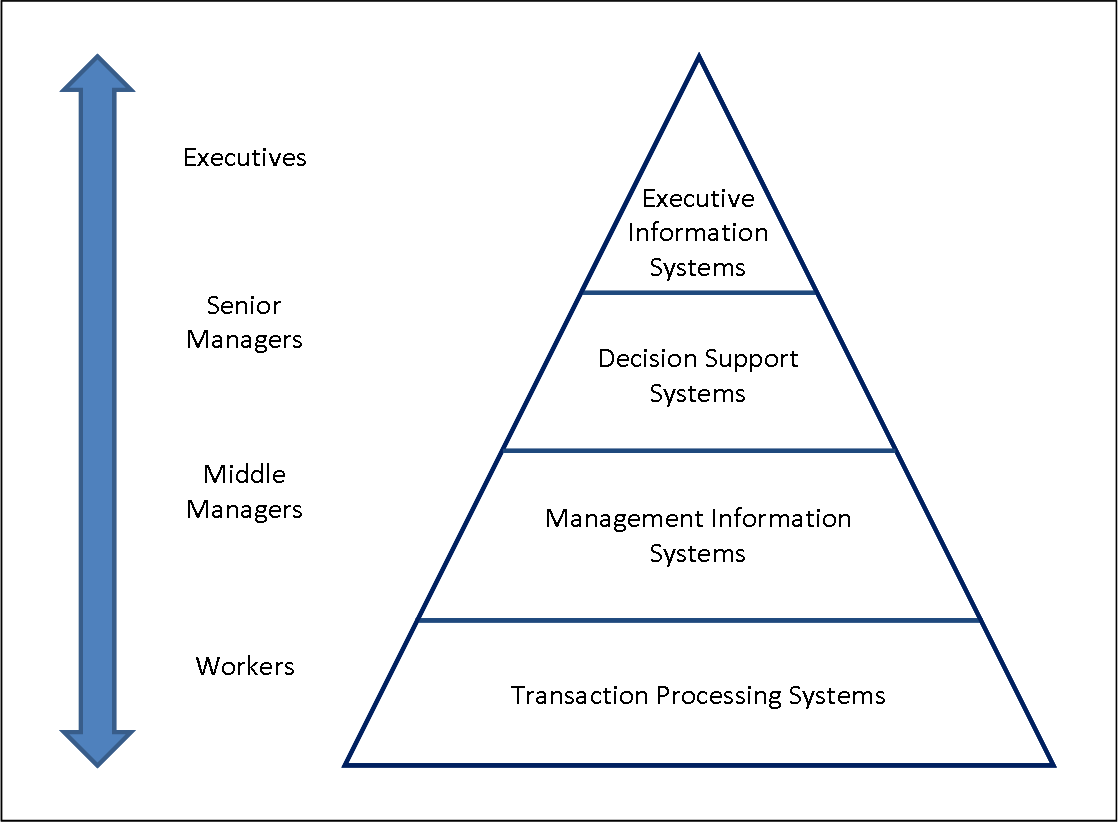
情報システムの古典的4階層。意思決定支援システム（DSS）は上から2番目の階層を形成する。

意思決定支援システム（いしけっていしえんシステム、Decision support system;DSS）とは、コンピュータを利用した情報システムの一種で、その名の通り企業や組織の意思決定を支援する。組織の経営・運用・計画などに使用され、現象が複雑で、事前には結果を推定しにくい意思決定を支援する。意思決定支援システムは完全にコンピュータ化されている場合と人間との協調で動作する場合がある。稀にコンピュータが関わらない意思決定プロセスについても意思決定支援システムと呼ぶこともある。
DSSにはエキスパートシステムが含まれる。適切に設計されたDSSは対話型ソフトウェアをベースとしたシステムで、生のデータ、文書、個人的知識、ビジネスモデルなどから有益な情報を集めるのを助け、意思決定者が問題を特定し意思決定するのを支援する。
意思決定支援アプリケーションが収集して提示する情報には次のようなものも含まれる。
- 情報資産の一覧（データソース、データキューブ、データウェアハウス、データマートなどを含む）
- 各期の売上高が比較できるデータ
- 製品販売推定に基づく計画上の収益数値

## 歴史
包括的定義はないが、DSS の歴史を見てみよう。意思決定支援という概念は2つの研究から生まれた。ひとつは1950年代末期から1960年代初期にカーネギー工科大学でなされた組織的意思決定の理論的研究である。もうひとつは1960年代にマサチューセッツ工科大学で行われた研究に端を発する対話型コンピュータシステムの技術的成果である。1970年代中ごろにはDSSは独自の研究領域を形成するようになり、1980年代には産業への応用が始まった。1980年代中盤以降、シングルユーザーのモデル駆動型DSSから、経営情報システム (EIS)、グループ意思決定支援システム (GDSS)、組織意思決定支援システム (ODSS)などが生まれた。
DSSの定義と範囲は徐々に変化してきた。1970年代にはDSSは「意思決定を支援するコンピュータベースのシステム」と説明されていた。1970年代初頭、チリのサイバーシン計画で同様の思想に基づく生産管理システムが実現された。1970年代終盤になると「間違って構造化された問題を解決するべく、意思決定者がデータベースとモデルを利用するのを支援する対話型のコンピュータシステム」とされるようになった。1980年代には「経営上および専門的な活動の有効性を高めるべく、適切で入手可能なテクノロジーを使う」システムを提供するべきだとされた。1990年代末にはDSSは知的ワークステーションの設計という新たな課題に直面するようになった。
1987年、テキサス・インスツルメンツはユナイテッド航空の Gate Assignment Display System (GADS) を開発した。この意思決定支援システムは、旅行の際に空港での手続きにかかる時間を大幅に短縮したと言われ、シカゴのオヘア国際空港とコロラド州デンバーのステープルトン空港でまず導入された。
1990年代初期、データウェアハウスやOLAPが DSS の役割も果たすようになってきた。2000年ごろには新たなウェブベースの解析アプリケーションが生まれた。
報告技術の進歩により、DSSは経営管理設計の重要なコンポーネントとなってきた。例えば、教育環境におけるDSSについての議論は非常に盛んになっている。
DSSは、ハイパーテキストにも若干関連している。バーモント大学のPROMISシステム（医療意思決定支援）やカーネギーメロンのZOG/KMSシステム（軍事および商用意思決定支援）は、意思決定支援システムであると同時にユーザーインタフェース研究においても重要な意味を持つ。さらにハイパーテキストの研究者は情報オーバーロードとの関連で語られることが多いが、ダグラス・エンゲルバートなどは意思決定支援にも注力していた。

## 分類
定義と同様、DSS に関する一般的な分類体系も存在せず、人によって異なった分類をしている。Hättenschwiler (1999) では判断基準としてユーザーとの関係を使い、「受動型DSS」、「能動型DSS」、「協調型DSS」に分類した。「受動型DSS」は意思決定を支援するものの、明確な示唆や解答を与えない。「能動型DSS」は明確な示唆や解答を与える。「協調型DSS」では、システムの提供する示唆を意思決定者が修正することができ、その後に妥当性検証を行う。システムはさらに示唆を強化・完成させ、意思決定者に示す。このようなプロセスを繰り返し、統合された解決策を生成する。
Daniel Power は判断基準として支援のモードを使い、「通信駆動型DSS」、「データ駆動型DSS」、「文書駆動型DSS」、「知識駆動型DSS」、「モデル駆動型DSS」に分類した。
- 通信駆動型DSSは、複数の人間がひとつのタスクを共有している状態をサポートする。例としてはマイクロソフトの NetMeeting や Groove がある[8]。
- データ駆動型DSSまたはデータ指向DSSは、時系列データの操作やアクセスに注目したもの。
- 文書駆動型DSSは、様々な電子化された形式の構造化されていない情報を操作・管理する。
- 知識駆動型DSSは、特定の問題解決のための事実、規則、手続きなどから構成される[7]。
- モデル駆動型DSS は、統計的モデル・金融的モデル・最適化モデル・シミュレーションモデルの操作およびアクセスに注目したもの。モデル駆動型DSSはユーザーが提供したデータやパラメータを使用して意思決定を支援するが、データは必ずしも重要ではない。モデル駆動型DSS生成器の例としてオープンソースのDicodessがある[9]。

Powerはまた、「企業DSS」と「デスクトップDSS」という分類を提案したこともある。「企業DSS」は巨大なデータウェアハウスを使い、企業の多くの管理者が利用する。「デスクトップDSS」は個々のPC上で動作する小さなシステムである。

## コンポーネント

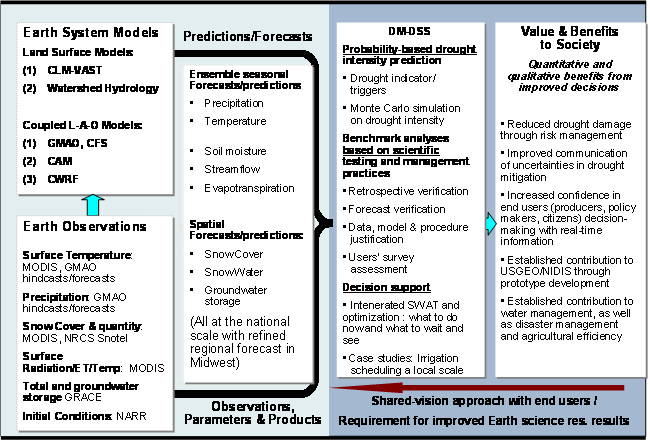
旱魃を監視する意思決定支援システムの設計

DSSアーキテクチャの基本となる構成要素は次の3つである。
1. データベース（または知識ベース）
2. モデル（すなわち、意思決定のコンテキストとユーザー基準）
3. ユーザインタフェース

ユーザー自身もこのアーキテクチャの重要な構成要素である。

### 開発フレームワーク
DSSは他のシステムと大きく異なるわけではなく、開発においては構造化手法が必要とされる。そのようなフレームワークには、人間、テクノロジー、開発技法が含まれる。
DSSのテクノロジー階層（ハードウェアおよびソフトウェア）には以下のものが含まれる。
1. ユーザーが実際に使用するアプリケーション。意思決定者が何らかの特定問題領域で意思決定を行うことを支援する。
2. 特定のDSSアプリケーションを容易に開発できるようにするハードウェアとソフトウェアから成るDSS生成開発環境。この階層ではCASEツールや Crystal、AIMMS（英語版）、Analytica（英語版）、iThink といったシステムが使われる。
3. より下層のハードウェア/ソフトウェアを含むツール群。DSS生成器は専用言語、ライブラリ、リンク用モジュールなどを含む。

このような階層的な開発技法により、様々な間隔で変更や再設計が可能となっている。システムを設計しても、所望の結果が得られるまで評価と改良を繰り返す必要がある。

## 区分
DSS アプリケーションの区分けにもいくつかの方法がある。ある DSS が必ずしもどれかのカテゴリに完全に適合するわけではなく、複数のアーキテクチャの混合となることもある。
Holsapple と Whinston はDSSを以下の6つのフレームワークに区分けした。テキスト指向DSS、データベース指向DSS、表計算指向DSS、問題解決指向DSS、規則指向DSS、混合DSS である。
混合DSS(compound DSS) が最も一般的であり、他の5つの基本構造のいくつかを統合したものを指す。
DSS による支援は相互に関連する3種類、個人支援、グループ支援、組織支援に区分けされる。である。
DSSの構成要素は次のように区分けすることもできる
1. 入力 - 解析すべき要因、数値、特徴
2. ユーザーの知識と技能 - 入力はユーザーの人手による分析を必要とする
3. 出力 - DSSの「意思決定」が生成した変換されたデータ
4. 意思決定 - ユーザーが自身の基準に基づきDSSで生成した結果

人工知能や知的エージェント技術に基づいた意思決定支援を行うDSSは知的意思決定支援システム(IDSS)と呼ばれ、IBMが自然言語に対応した質問応答システム・ワトソンを開発している。
勃興期にある Decision engineering では意思決定そのものを工学的オブジェクトとして扱い、意思決定の構成要素の明示的表現にデザインや品質保証といった工学的原理を適用する。

## 応用例
これまで述べたように、理論的には任意の知識領域で意思決定支援システムを構築可能である。
1つの例は、医学的診断のためのコンピュータ支援診断である。他に銀行での融資決定、プロジェクトの技術的意思決定、コスト競争力評価などがある。
DSSは経営や管理によく使われている。デジタルダッシュボードなどのソフトウェアはより素早く意思決定し、負の傾向を識別し、経営資源のより効率的な配分を可能とする。DSSは組織全体から集めた情報を表やグラフの形式でまとめることができ、戦略的決定を支援する。
農業生産でも持続可能な開発の観点でDSSが応用されるようになってきている。例えば、アメリカ合衆国国際開発庁 (USAID) が80年代から90年代にかけて資金援助して開発されたDSSAT4パッケージは、農場や政策レベルでの意思決定を容易にすることで世界中でいくつかの農業生産システムの素早い評価を可能にした。しかし、農業へのDSS導入には多くの制約が存在する。
また、林業経営は長期的計画が必要とされることからDSS導入が進んでいる。切り出した丸太の輸送、持続可能性を考慮した伐採スケジュール、生態系の保護など、林業経営の様々な観点をサポートするDSSが登場している。
特定の例としてカナダ国有鉄道のシステムがある。このシステムは意思決定支援システムを使って機器をテストするものである。鉄道が直面する問題の多くは、レールが古くなったためか、レールが不完全なために発生する。結果として脱線が発生する。同じ時期に他の鉄道では脱線の発生率は高くなっていたが、DSS により、カナダ国鉄は脱線の発生率を低減させた。
DSS には様々な応用がある。組織が必要と考える任意の領域で利用可能である。株式市場での意思決定支援や製品のマーケティングなどにも利用可能である。

## 関連文献
- Alter, S. L. (1980). Decision support systems : current practice and continuing challenges. Reading, Mass., Addison-Wesley Pub.
- Delic, K.A.,  Douillet,L. and Dayal, U. (2001) "Towards an architecture for real-time decision support systems:challenges and solutions.
- Diasio, S., Agell, N. (2009) "The evolution of expertise in decision support technologies: A challenge for organizations," cscwd, pp. 692–697, 13th International Conference on Computer Supported Cooperative Work in Design, 2009.
- Druzdzel, M. J. and R. R. Flynn (1999). Decision Support Systems. Encyclopedia of Library and Information Science. A. Kent, Marcel Dekker, Inc.
- Ender, Gabriela; E-Book (2005–2011) about the OpenSpace-Online Real-Time Methodology: Knowledge-sharing, problem solving, results-oriented group dialogs about topics that matter with extensive conference documentation in real-time. Download https://web.archive.org/web/20070103022920/http://www.openspace-online.com/OpenSpace-Online_eBook_en.pdf
- Finlay, P. N. (1994). Introducing decision support systems. Oxford, UK Cambridge, Mass., NCC Blackwell; Blackwell Publishers.
- Gomes da Silva, Carlos; Clímaco, João; Figueira, José. European Journal of Operational Research.
- Jiménez, Antonio; Ríos-Insua, Sixto; Mateos, Alfonso. Computers & Operations Research.
- Jintrawet, Attachai (1995).  A Decision Support System for Rapid Assessment of Lowland Rice-based Cropping Alternatives in Thailand.  Agricultural Systems 47: 245-258.
- Keen, P. G. W. (1980). Decision support systems: a research perspective. Decision support systems : issues and challenges. G. Fick and R. H. Sprague. Oxford ; New York, Pergamon Press.
- Keen, P. G. W. and M. S. Scott Morton (1978). Decision support systems : an organizational perspective. Reading, Mass., Addison-Wesley Pub. Co.
- Matsatsinis, N.F. and Y. Siskos (2002), Intelligent support systems for marketing decisions, Kluwer Academic Publishers.
- Power, D. J. (2000). Web-based and model-driven decision support systems: concepts and issues. in proceedings of the Americas Conference on Information Systems, Long Beach, California.
- Reich, Yoram; Kapeliuk, Adi. Decision Support Systems., Nov2005, Vol. 41 Issue 1, p1-19, 19p.
- Sauter, V. L. (1997). Decision support systems : an applied managerial approach. New York, John Wiley.
- Silver, M. (1991). Systems that support decision makers : description and analysis. Chichester ; New York, Wiley.
- Sprague, R. H. and H. J. Watson (1993). Decision support systems : putting theory into practice. Englewood Clifts, N.J., Prentice Hall.
- Turban, E. (1995). Decision support and expert systems : management support systems. Englewood Cliffs, N.J., Prentice Hall.